# Yanbian Funde
Yanbian Funde FC (vereinfachtes Chinesisch: 延边 富 德; traditionelles Chinesisch: 延邊 富 德; Pinyin: Yánbiān Fùdé) war ein chinesischer Fußballverein. Das Team hatte seinen Sitz in Yanji, Teil der autonomen Präfektur Yanbian in der Provinz Jilin, wo sich das Yanji Nationwide Fitness Centre Stadium befindet, das 30.000 Sitzplätze bietet. 
Der Vorgänger des Vereins hieß ursprünglich Jilin FC, bis der Verein zu einem professionellen Fußballklub umgewandelt wurde. Am Ende der Ligasaison 2000 stieg der Verein aus der ersten Liga des chinesischen Fußballs ab. Der Verein hatte mit finanziellen Schwierigkeiten zu kämpfen und verkaufte die erste Mannschaft sowie das Franchise an Zhejiang Lücheng. Nach dem Verkauf startete es in der dritten Liga neu mit seinem Reserveteam. Der Verein konnte zur CSL Saison 2016 wieder in die erste Liga zurückkehren.

## Geschichte
1955 bildete die örtliche Jilin-Regierungssportbehörde den Jilin FC, um an der kürzlich erweiterten chinesischen Fußballliga teilzunehmen, und baute eine hauptsächlich aus Koreanern bestehende Mannschaft auf, bestehend vor allem aus der lokalen ethnisch koreanischen Bevölkerung. Nachdem sich der Verein in der ersten Liga etabliert hatte, gewann der Verein seinen ersten Titel, als er 1965 den Meistertitel holte. In der chinesischen Kulturrevolution wurde die Fußballliga eingestellt und Jilin belegte nur Platz 7, als die nationale Meisterschaft im Jahr 1973 wieder ausgetragen wurde. In den folgenden Spielzeiten kämpfte der Verein ums Überleben und verbrachte mehrere Jahre in der zweiten Liga, bis Ende der 1988er Saison der chinesische Fußballverband die Liga umstrukturierte und der Verein in die dritte Liga versetzt wurde.
Nach einer kurzen Zeit in der dritten Liga würde der Club wieder aufsteigen und den Divisionstitel von 1990 gewinnen. 1994 folgte der Aufstieg in die erste Liga. Um der vollen Professionalität gerecht zu werden, durften sie von Samsung gesponsert werden und änderten ihren Namen in Jilin Samsung Football Club. Der Vorstoß des Clubs in die Professionalität führte dazu, dass sich der Verein in der ersten Liga etablieren konnte. 1997 konnte der Verein unter Trainer Choi Eun-taek den vierten Platz belegen. Das Team konnte jedoch nicht an die Ergebnisse der vorangegangenen Saison anknüpfen und Choi Eun-taek verließ den Verein wieder. Gao Hui übernahm das Team, bis der Verein im Jahr 2000 abstieg. Nach dem Abstieg musste der Verein seine Ligalizenz und gesamtes erstes Team für 25 Millionen Renminbi an Zhejiang Lücheng verkaufen. Der Klub startete im darauffolgenden Jahr in der dritten Liga mit einer Mannschaft, die sich aus ihrem ehemaligen Reservekader zusammensetzte. 2004 konnte der Verein wieder in die zweite Liga aufsteigen.
Am 18. Februar 2013 erteilte der chinesische Verband dem Verein einen Drei-Punkte-Abzug und eine Geldstrafe von 500.000 CNY für die Annahme einer Bestechung von Guangzhou Pharmaceutical FC, ihr elftes Ligaspiel vom 3. Juni 2006 zu verlieren. Die Klubvertreter versuchten, gegen die Entscheidung Berufung einzulegen, scheiterten jedoch, nachdem Guangzhou bereits drei Jahre zuvor wegen der Beteiligung in Betrugsfällen in Chinas Kampf gegen Spielabsprachen mit einer Geldstrafe belegt worden war. Der Klubmanager wurde am 18. Februar 2012 zu drei Jahren Gefängnis verurteilt.
Im Februar 2019 durfte der Klub nicht in der zweiten Liga antreten, da er Steuerschulden nicht rechtzeitig bedienen konnte.

## Namensgeschichte
| Zeitraum  | Klubname                | Name des ersten Teams                 |
| --------- | ----------------------- | ------------------------------------- |
| 1955–1957 | Jilin FC                | Jilin                                 |
| 1957–1958 | Changchun FC            | Changchun                             |
| 1959–1987 | Jilin FC                | Jilin                                 |
| 1988      | Jilin FC                | Yanji Blue Cat (Sponsorenname)        |
| 1989–1992 | Jilin FC                | Yanbian University (Sponsorenname)    |
| 1993      | Jilin FC                | Jilin Samsung (Sponsorenname)         |
| 1994      | Yanbian FC              | Jilin Samsung (Sponsorenname)         |
| 1995–1996 | Yanbian FC              | Yanbian Hyundai Motor (Sponsorenname) |
| 1997–1998 | Yanbian FC              | Yanbian Aodong (Sponsorenname)        |
| 1999–2000 | Yanbian FC              | Jilin Aodong (Sponsorenname)          |
| 2001–2003 | Yanbian FC              | Yanbian                               |
| 2004      | Yanbian FC              | Yanbian Century (Sponsorenname)       |
| 2005–2010 | Yanbian FC              | Yanbian                               |
| 2011–2013 | Yanbian Baekdu Tiger FC | Yanbian Baekdu Tiger                  |
| 2014      | Yanbian Baekdu FC       | Yanbian Quanyangquan (Sponsorenname)  |
| 2015      | Yanbian Baekdu FC       | Yanbian Baekdu                        |
| 2016–2019 | Yanbian FC              | Yanbian Funde                         |

## Erfolge

### Liga
- Chinesische Jia-A League/Chinese Super League (Erste Liga)

Sieger (1): 1965
- Chinesische Jia B League/China League One (Zweite Liga)

Sieger (1): 2015
- Chinesische Yi League/China League Two (Dritte Liga)

Sieger (1): 1990